# Bandidus cornutus
Bandidus cornutus is een insect uit de familie van de mierenleeuwen (Myrmeleontidae), die tot de orde netvleugeligen (Neuroptera) behoort. 
Bandidus cornutus is voor het eerst wetenschappelijk beschreven door New in 1985.